# Eystein Eggen
Eystein Eggen (5. januar 1944 i Oslo-19. november 2010 smst.) var en norsk statsstipendiat og forfatter. Han har skrevet historiske romaner fra norsk middelalder, men også en bog om sin tidligere svigerfar forfatteren Agnar Mykle, og om generalmajor Carl Gustav Fleischer, der ledede de norske styrker under kamperne om Narvik i 1940. Eggens mest kendte bog er selvbiografien "Gutten fra Gimle" 1993, hvor Eggen beretter om sin opvækst som NS-barn efter krigen. Bogen vakte stor opsigt. Den beredte grunden for Stortingets beklagelse til børn af norske nationalsocialister og tyske soldater. Stortinget udnævnte Eggen til statsstipendiat i 2003. "Han er et symbol på en hel generation", udtalte Arbeiderpartiets talsmand med tilslutning fra hele parlamentet.

## Internet
- Regeringen om Eggen Arkiveret 25. oktober 2006 hos  Wayback Machine
- Forsoningen, interview  Arkiveret 30. september 2007 hos  Wayback Machine